# Gebirgsdivision 9

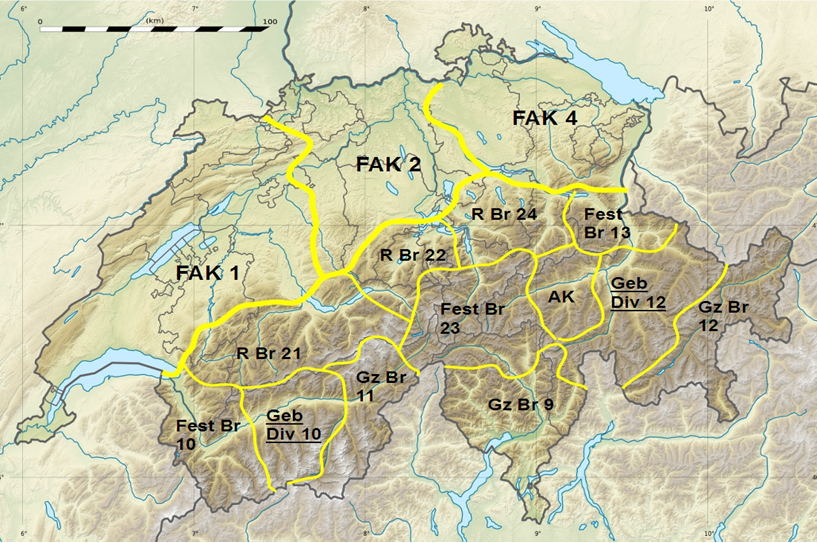
Raum Gebirgsdivision 9 (Festungsbrigade 23 und Grenzbrigade 9) im Grunddispositiv 1992

Die Gebirgsdivision 9 (Geb Div 9) war eine mit der Truppenordnung 1938 neu geschaffene, zweisprachige Division der Schweizer Armee als südlicher Pfeiler (Gotthard, Tessin) des Gebirgsarmeekorps 3. Sie wurde 2003 mit der Armee XXI aufgelöst und 2004 in die Gebirgsinfanteriebrigade 9 (Geb Inf Br 9) überführt.

## Vorgeschichte
Eine IX. Division mit Tessiner und Innerschweizer Truppen existierte von 1850 bis 1874. Die Einheit wurde aufgelöst und in die damalige VIII. Division integriert. Mit der Truppenordnung 1911 (TO 11) wurden die vier ersten Gebirgsbrigaden gebildet. Im Raum Gotthard/Tessin war es die 15. Gebirgsbrigade, welche der 5. Division unterstellt wurde. Für die Gotthardfestung blieb die St.-Gotthard-Besatzung zuständig. Die Gebirgstruppen bewährten sich während der Grenzbesetzung 1914–1918.
Mit der Truppenordnung 1938 (TO 36/38) wurden drei neue Divisionen (7, 8, 9) und 11 Grenzbrigaden (Gz Br) geschaffen sowie die Gotthard-Festungstruppen als Gebirgsbrigade 9 in die 9. Division eingegliedert.
Aus der 5. Division entstand die 9. Division, die den Gotthard zu halten (Gebirgsbrigade 9) und im Tessin (Grenzbrigade 9) zu kämpfen hatte.

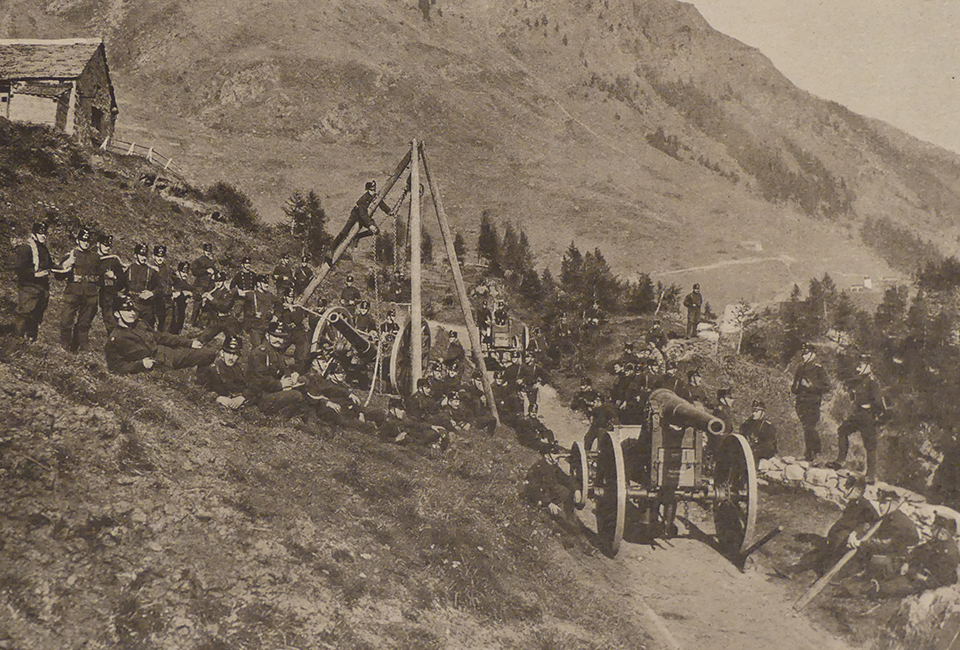
Festungsbatterie II/9 beim Geschütztransport, 1916
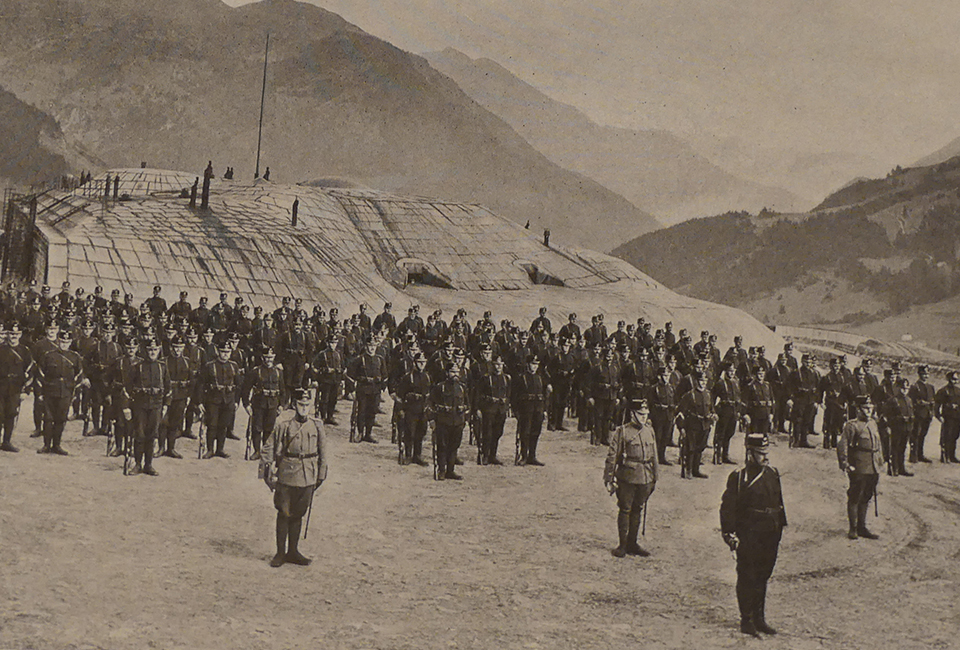
Festungsartilleriekompanie 1 vor Forte Airolo, 1916
Schlittenkolonne im  Urnerloch 1914–1918
Saurer Lastwagen auf Gotthardstrasse 1914–1918

## Zweiter Weltkrieg
Nach der Mobilmachung wurde die 9. Division unter Oberstdivisionär Edouard Tissdem 1. Armeekorps unterstellt und im Raum nördlich (Reusstal) und südlich (Leventina) des Gotthardpasses eingesetzt. Die Gebirgsbrigade 9 (später Festungsbrigade 23) bezog die alten, teilweise modernisierten Gotthardfestungen. Das Gebirgsinfanterieregiment 12 (Geb Inf Bat 10, 87, 109) wurde zur Unterstützung der Gruppe Dietikon in der Limmatstellung, das Geb Inf Rgt 29 (Bat 72, 86, 108) als Armeereserve nach Rothenburg LU und das Schwere Motorkanonenregiment 11 (Abt 9, 10) ins Entlebuch abkommandiert. Mit den verbliebenen zwei Inf Rgt 65 (Bat 145, 219, 228, Gotthardpass südlich) und 78 (Bat 144, 229, Biasca) war die 9. Division auf die Feuerunterstützung durch die Gotthardfestungen angewiesen.
Die 9. Division verfügte gemäss TO 38 über 17'970 Mann, 516 leichte Maschinengewehre, 129 Maschinengewehren auf Lafetten, 264 schwere Maschinengewehre, 48 8,1 cm Minenwerfer, 36 4,7 cm Infanteriekanonen, 8 7,5 cm Feldkanonen, 16 10,5 cm schwere Motorkanonen und 16 12 cm Feldhaubitzen.
Mit dem Beginn des Rückzugs ins Reduit im Juli 1940 kamen die ausgelagerten Einheiten zurück. 1940 wurde die bisher selbständige Gotthardbesatzung (Gebirgsbrigade 9 mit Gebirgsgrenzregiment 65, Territorialregiment 78, Gebirgsgrenzbataillon 229, Festungsabteilungen 5 und 6) dem Kommando der 9. Division unterstellt.
Der Auftrag der 9. Division und der Gebirgsbrigade 9 lautete: Hält den Gotthard mit Schwergewicht im Bedretto-Airolo-Abschnitt, indem sie Val Bedretto, Airolo, obere Leventina, Val Piora und den Lukmanierpass durch vorgeschobene Kräfte sichert, die Linie Galenstock-Muttenhörner-Passo di Lucendro-Fort Airolo-Piz Borel-Scopi als Hauptverteidigungslinie hält.
Für die 9. Division und die Gebirgsbrigaden 11 und 12 wurde ein fünftes Armeekorps geschaffen, das als 3. Armeekorps bezeichnet wurde (Operationsbefehl Nr. 13 vom Mai 1941) und im Reduit das Oberwallis und den Gotthard zu verteidigen hatte. Mit dem Vormarsch der Alliierten 1944/45 wurde einige der Divisionstruppen an die Nordwestgrenze abkommandiert.
Beispiele von Hochgebirgsunterkünften:
- Furkahorn HU 18 Art: 300 Meter nördlich Fort Furka (1943)
- Muttbach HU 24: neben Furkabahnstation Muttbach (1943)

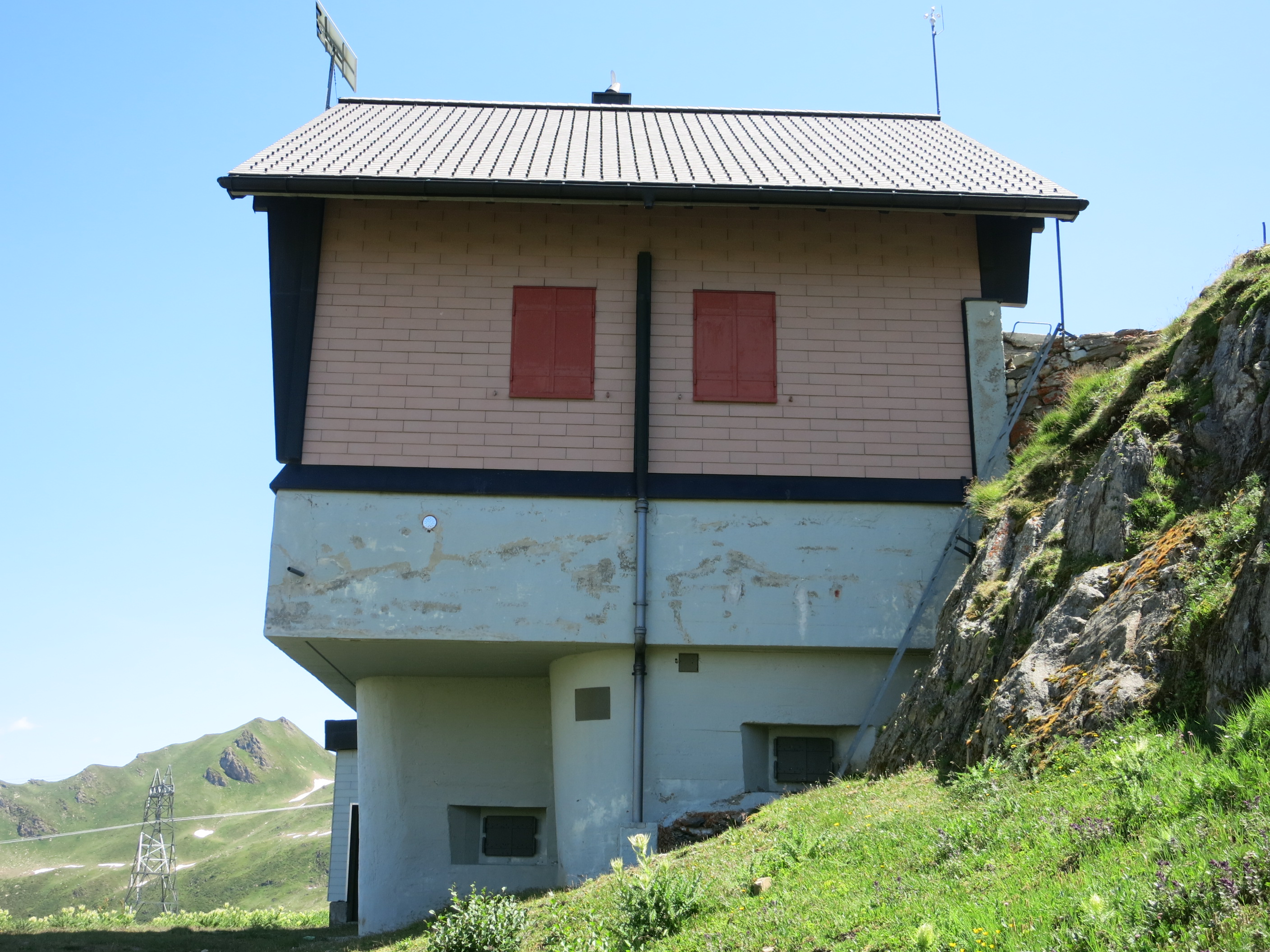
Sperrstelle San Giacomo, Zollhaus
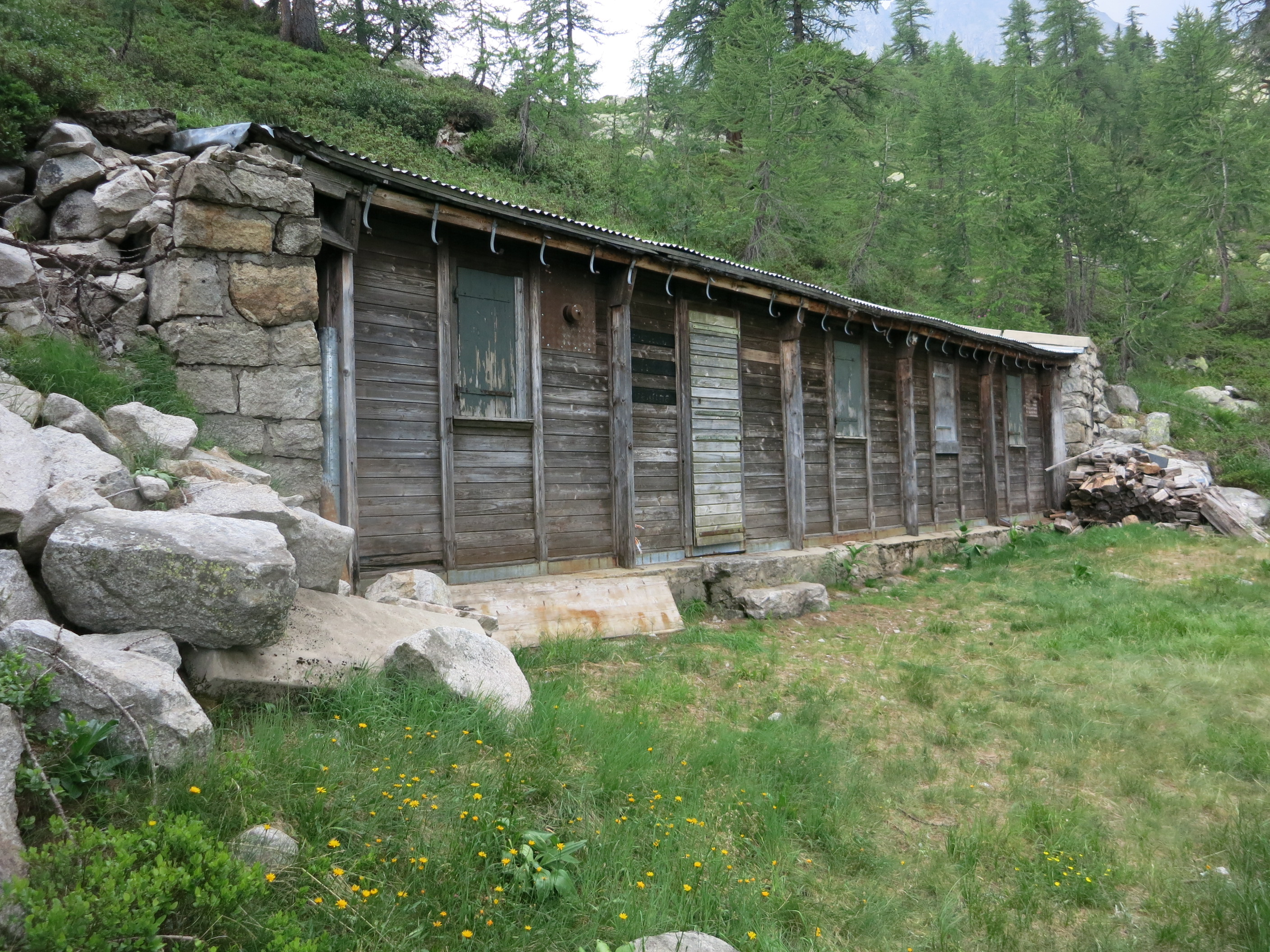
Militärbaracke Manegorio Piansecco
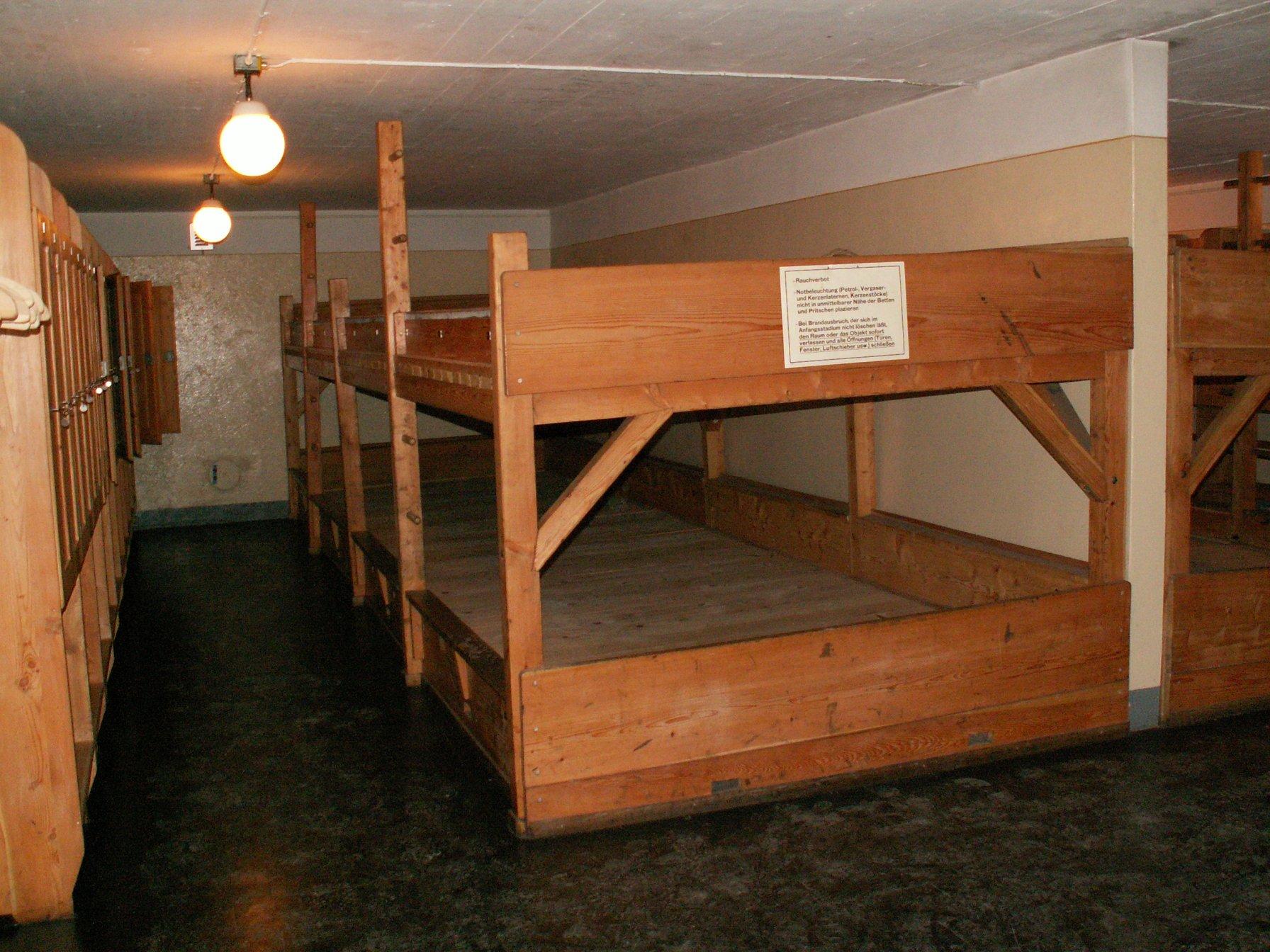
Artilleriewerk Sasso da Pigna, Mannschaftsschlafraum
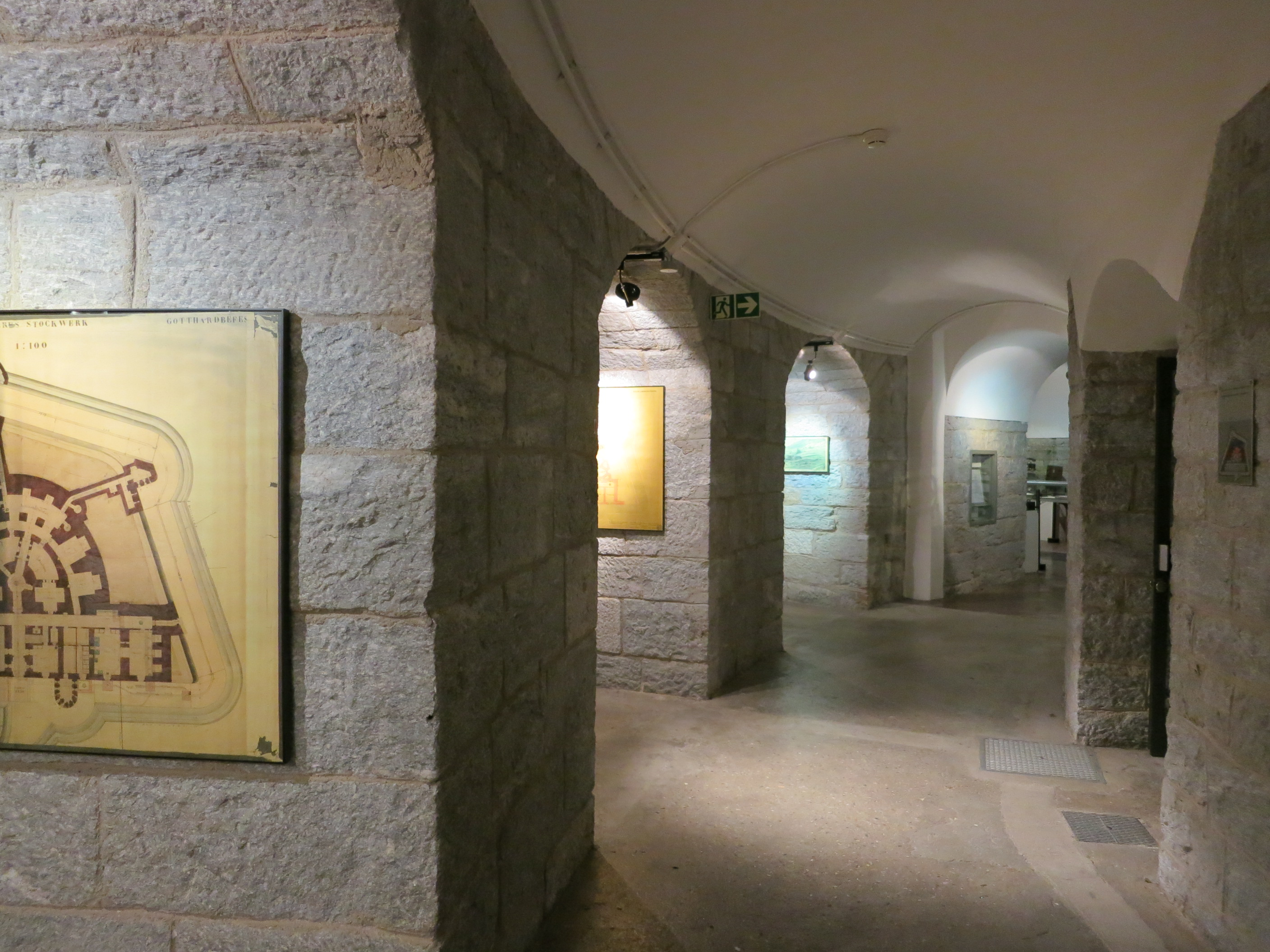
Forte Airolo

## Kalter Krieg und Armeereformen
Nach dem Zweiten Weltkrieg (TO 47 und 51) kam die 9. Division definitiv in das neu gegliederte 3. Armeekorps. 1947 entstand um die Gotthardfestung mit der Reduitbrigade 23 «Gotthardbrigade» (Stab Reduitbrigade 23, Festungsartillerieregiment 23, Infanterieregiment 65, Territorialregiment 81) wieder ein selbständiger Verband. 1951 (TO 51) wurde sie zur Festungsbrigade 23 umbenannt.
Mit der Armee 61 wurde die 9. Division zur Geb Div 9 unter dem umbenannten Gebirgsarmeekorps 3. In der zweisprachigen Division leisteten Wehrmänner aus 14 Kantonen ihren Dienst.
Die vier Gebirgsregimenter bestanden aus Berner Oberländer, Oberwalliser/Berner, Schwyzer/Zuger und Tessiner. Ein Artillerieregiment, eine mobile leichte Fliegerabwehrabteilung, ein Geniebataillon, eine Uebermittlungsabteilung, eine Trainabteilung und das Stabsbataillon 9 unterstützten die Kampftruppen.
Der Einsatzraum der verstärkten Division 9 befand sich im Grossraum Gotthard (Festungsbrigade 23) und dem Kanton Tessin (Grenzbrigade 9) mit den Gotthard- und San Bernardino-Verkehrsachsen.
Die 9. Division wurde 2003 mit der Armee XXI zusammen mit der Festungsbrigade 23 aufgelöst. Der Auftrag der Verteidigung der Gotthardachse wurde der neu gebildeten Gebirgsinfanteriebrigade 9 (Br fant mont 9) zugewiesen.
Die Gebirgsinfanteriebrigade 9 wurde im Rahmen der Weiterentwicklung der Armee (WEA) per 31. Dezember 2017 aufgelöst.

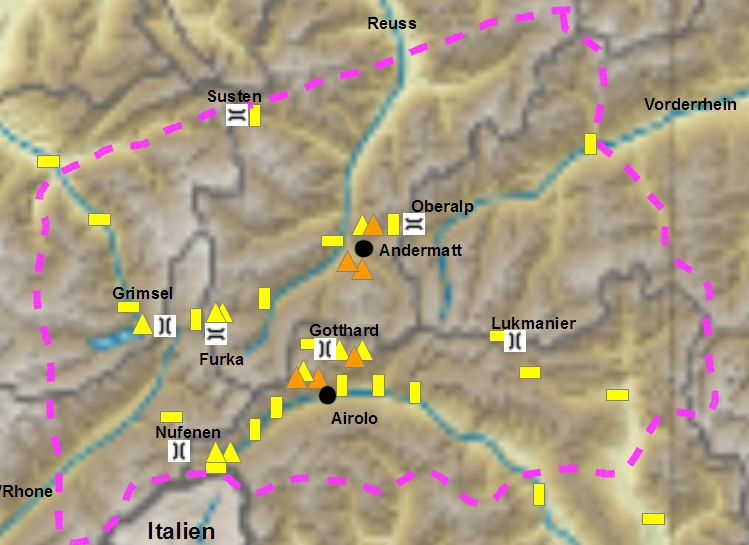
Einsatzraum Festungsbrigade 23 mit Artilleriewerken, Sperren und Abschnittsgrenze zur Grenzbrigade 9

### Festungen und Sperrstellen der Gebirgsdivision 9
Die Festungen und Sperrstellen der Gebirgsdivision 9 befanden sich im Einsatzraum der Festungsbrigade 23 (Gotthardgebiet, Nordtessin) und der Grenzbrigade 9 (Mittel- und Südtessin). Die Abschnittsgrenze zwischen den beiden Verbänden lag auf der Linie Basòdino-Pizzo Campo Tencia-Giornico-Rheinwaldhorn.

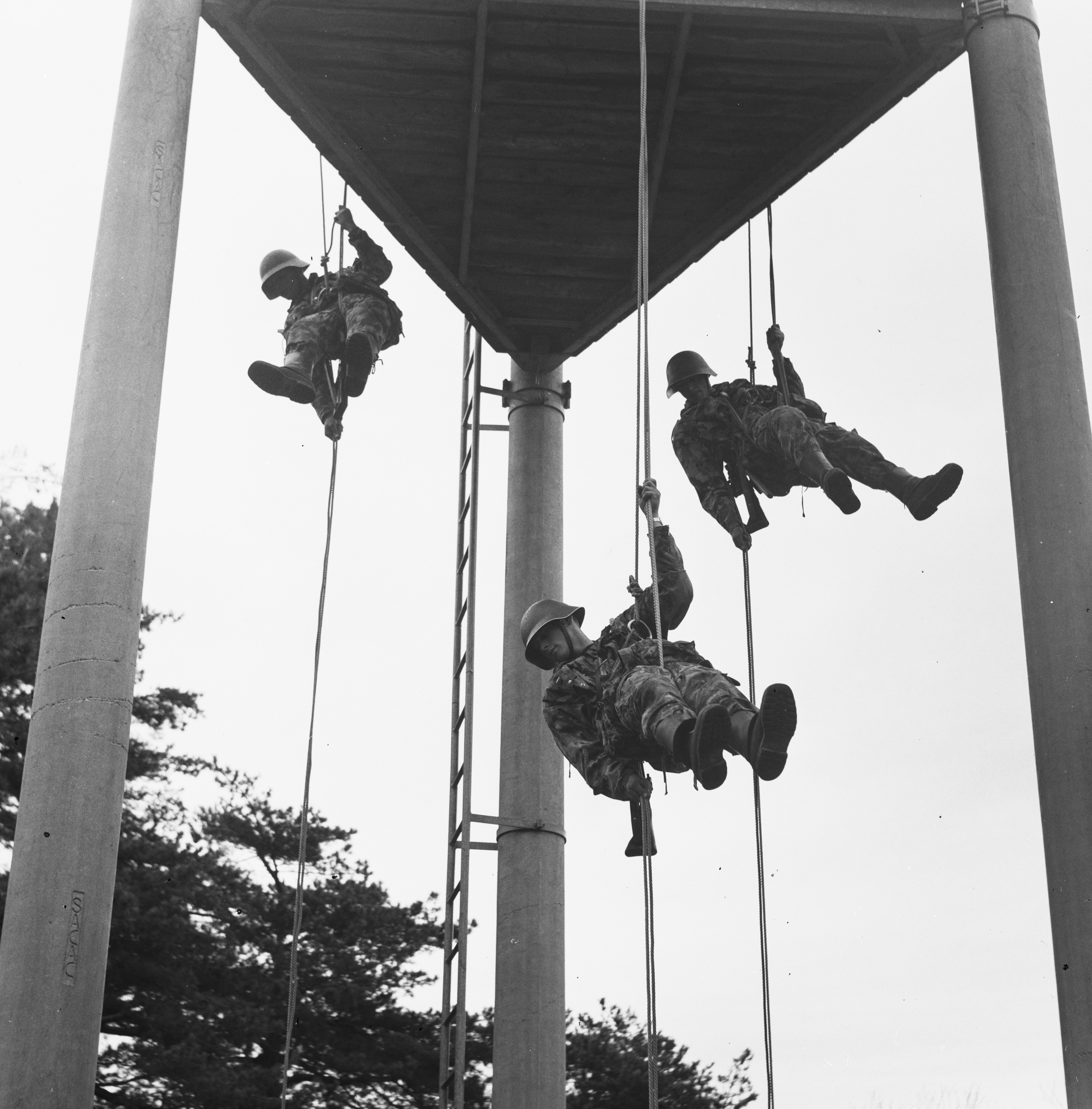
Abseilübung, Expo 64
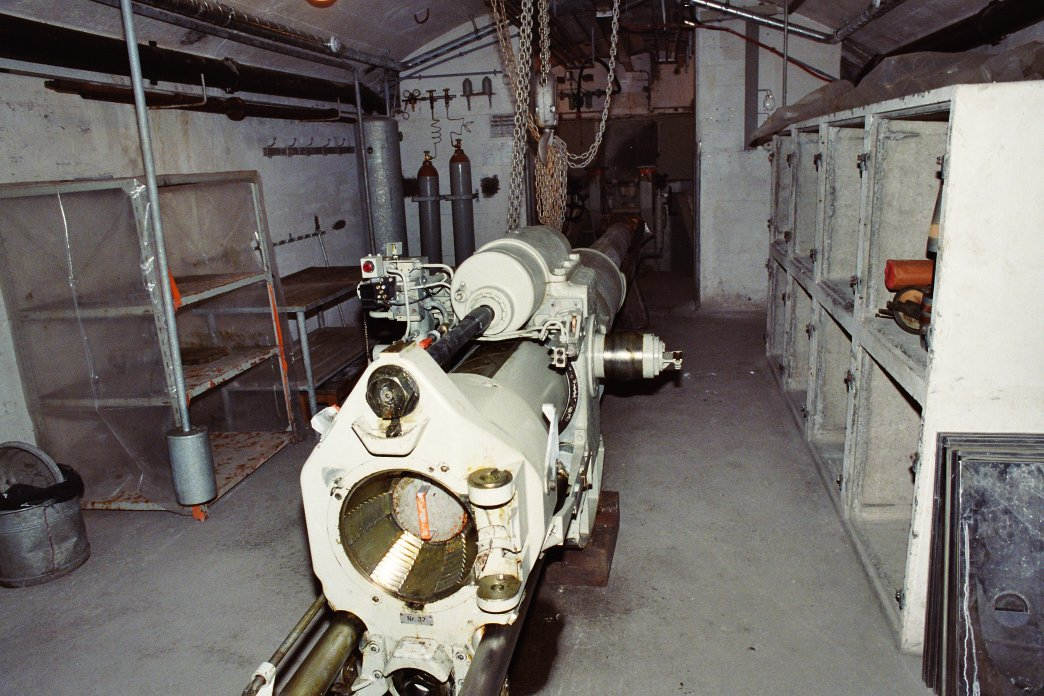
AW Sasso da Pigna: Geschützstand 15 cm Festungskanone
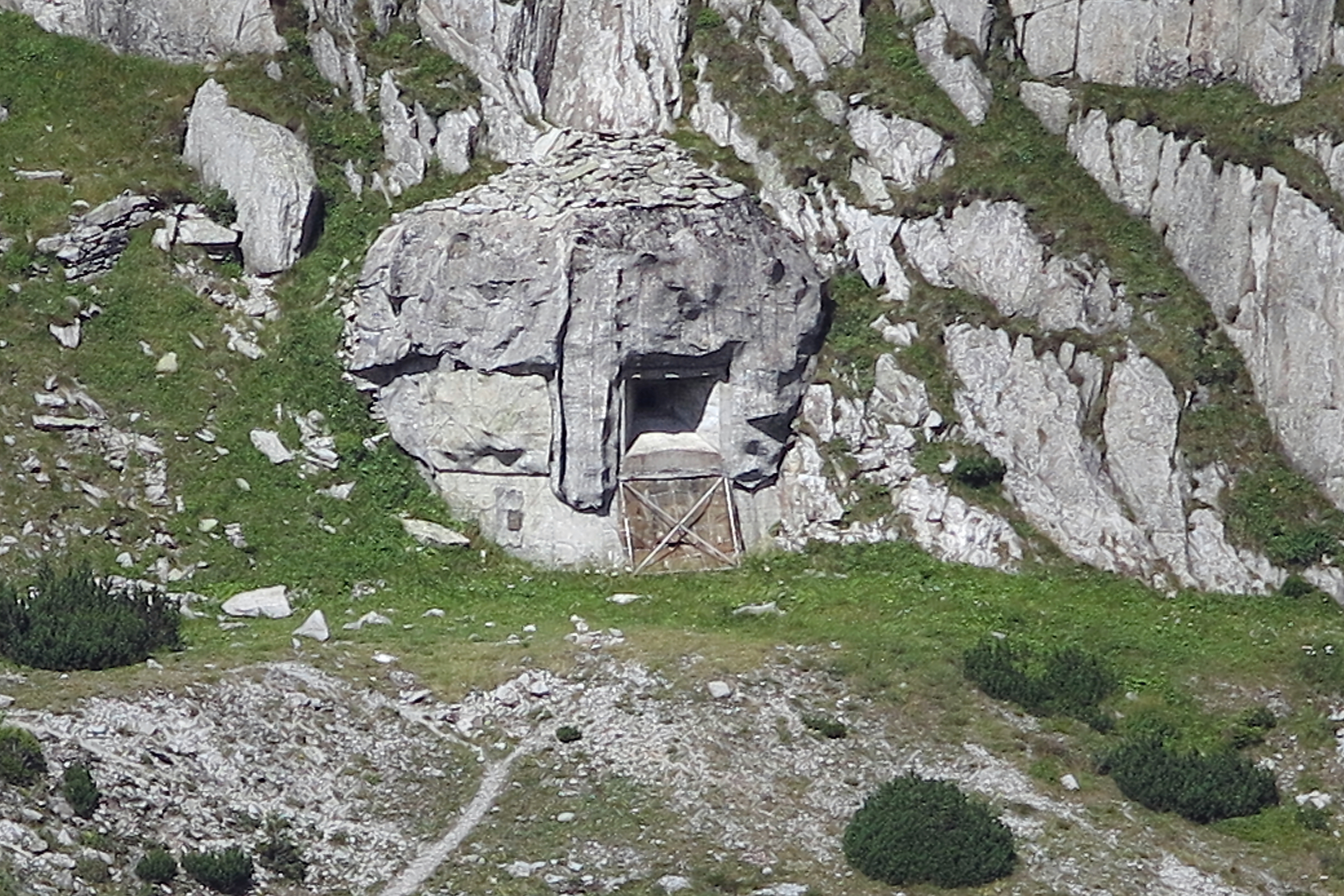
Gotthardfestung
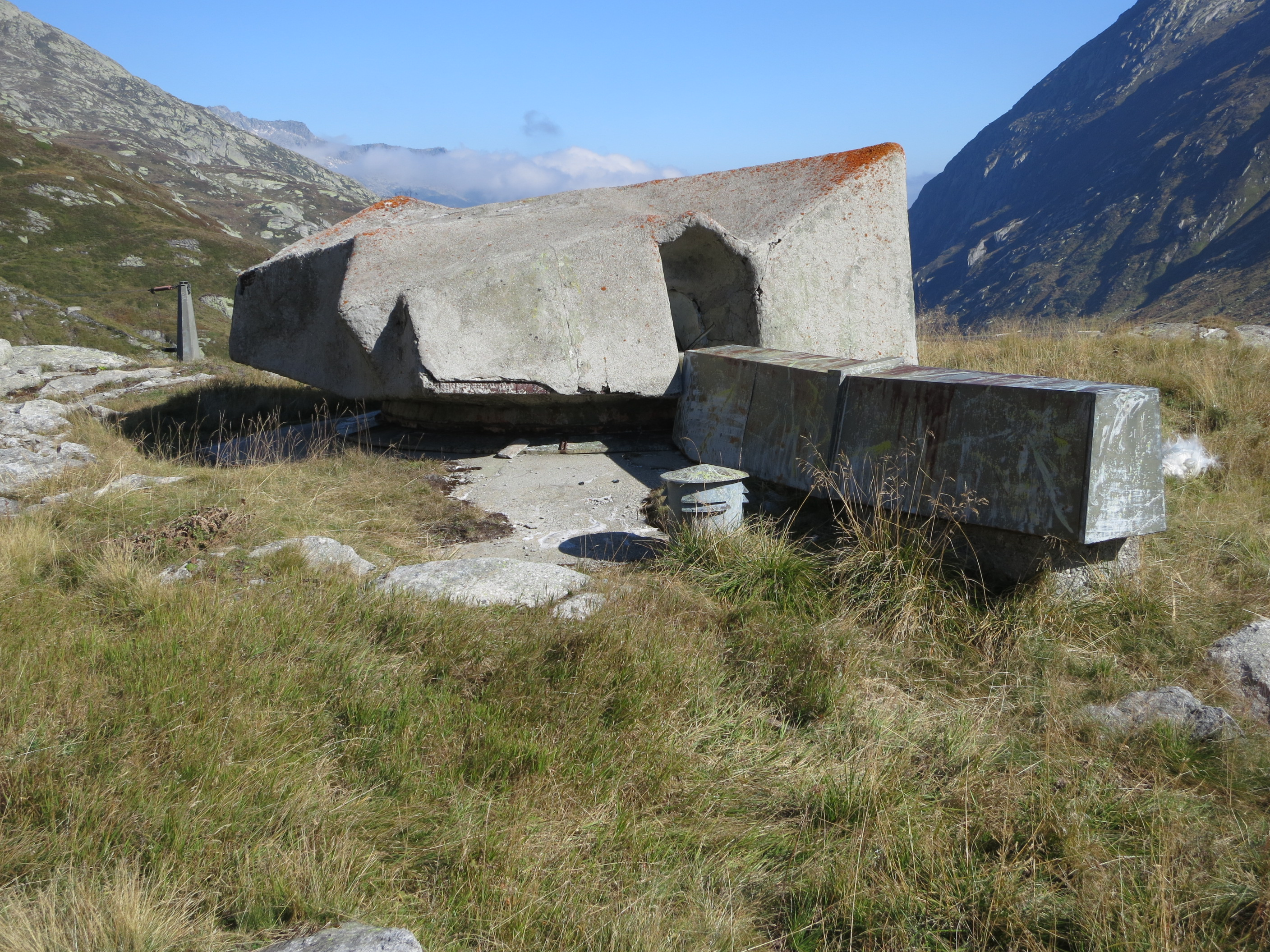
AW San Carlo: 10,5 cm Turmkanone